# 국군원주병원
국군원주병원(國軍原州病院) 또는 국군원주의원(國軍原州醫院)은 강원도 원주시에 있던 대한민국 국군의무사령부 산하의 군사 병원이다. 1984년 창설되어 2018년 해체되었다.

## 연혁
- 1984년 8월 20일: 창설[2]
- 2018년: 해체

## 진료 과목
내과, 정신건강의학과, 외과, 정형외과, 신경외과, 흉부외과, 안과, 이비인후과, 피부과, 영상의학과, 응급의학과